# Yunnanodon
Yunnanodon — вимерлий рід тритилодонтидових ссавців, які мешкали в Китаї під час синемурського етапу раннього юрського періоду.
Юньнанодон був виявлений у нижній серії Луфенг, у провінції Юньнань, Китай. Як тритилодонтид, він належить до однієї з небагатьох груп терапсидів, які пережили тріасово-юрське вимирання. Він був невеликим, черепа дорослих людей досягали лише 36–47 мм у довжину.